# Cantón de Bonifacio
El cantón de Bonifacio era una división administrativa francesa, que estaba situada en el departamento de Córcega del Sur y la región de Córcega.

## Composición
El cantón estaba formado por la comuna que le daba su nombre:
- Bonifacio

## Supresión del cantón de Bonifacio
En aplicación del Decreto n.º 2014-229 de 24 de febrero de 2014, el cantón de Bonifacio fue suprimido el 22 de marzo de 2015 y su comuna pasó a formar parte del nuevo cantón de Gran Sur.